# Kamil Ibragimov
Kamil Anvarovič Ibragimov (* 13. srpna 1993 Moskva, Rusko) je ruský sportovní šermíř baškirského původu, který se specializuje na šerm šavlí. Je synem bývalých reprezentantů ve sportovním šermu Anvara Ibragimova a Olgy Veličkové. Rusko reprezentuje od roku 2013. Na mistrovství Evropy v soutěži jednotlivců obsadil v roce 2014 a 2016 třetí místo. S ruským družstvem kordistů získal titul mistra světa v roce 2013, 2016 a titul mistra Evropy v roce 2016.